# نوری علائی
سرتیپ نوری علائی فرمانده نیروی هوایی از ۳ آبان ۱۳۲۹تا ۸ مرداد ۱۳۳۰ بود.
او کتاب‌های بیاد از دست رفتگان ۲۸ دیماه ۱۳۲۱ (داستان پرواز از آغاز تا ایران) را نوشته و کتاب چهار سرباز پیاده ارتش آلمان نوشته، ارنست ژوهنسن را خصوص جنگ جهانی دوم، ۱۹۳۹–۱۹۴۵م ترجمه کرده‌است.